# Niels Christian Christensen (arkitekt)
 For alternative betydninger, se Niels Christian Christensen. (Se også artikler, som begynder med Niels Christian Christensen)
Niels Christian Christensen (7. februar 1867 i Sødinge på Fyn – 13. april 1939 i Gentofte) var en dansk arkitekt
N.C. Christensen var søn af gårdejer Rasmus Larsen Christensen og Anne Nielsen. Han var i snedkerlære fra 1882, blev svend 1885, gik på Odense Tekniske Skole 1885-89 og dernæst på Kunstakademiets Arkitektskole i København (under Hans J. Holm, H.B. Storck og Martin Nyrop), hvor han blev optaget oktober 1889 og tog afgang januar 1897. Han vandt den lille guldmedalje 1902 (for Et Odeon). Han var ansat som tegner og konduktør hos Ludvig Fenger, Hans J. Holm, Martin Nyrop og H.B. Storck. Han modtog K.A. Larssens legat 1896 og Akademiets stipendium 1900 og 1902. For disse midler var han på rejser til Italien og Tyskland 1896; England og Frankrig 1900, igen Tyskland og Italien 1903 og Italien 1921. Fra 1908 drev han egen tegnestue.
Han deltog i Charlottenborg Forårsudstilling 1897-98, 1901-02, 1905, 1911, 1914, 1916, 1919, 1921 og 1923-24, Kunstnernes Efterårsudstilling 1904 og Landsudstillingen i Århus 1909. 
N.C. Christensen blev gift 28. november 1902 på Frederiksberg med Ingeborg Flamand (født 30. januar 1877 i København), datter af mekaniker, senere fabrikant Oskar Søren Emil F. og Frederikke Margrethe Beate Lauritsen. Han er begravet på Gentofte Kirkegård.

## Værker
- Sommervilla i Sletten (1907)
- Skole ved Sundholm, nu Amagerbro Skole, København (1909-10)
- Bjørnsonsvej 15 og 36, Valby (1912-13)
- Sundbyøster Skole, København (1912-13)
- Hillerødgades Skole, København (1914-15)
- Sundbyvester Skole, København (1917-18)
- Nyboder Skole, København (1918-20)
- Beboelseshuse for Forenede Arbejderboliger af 1865, bl.a. Australiensvej 21-27, København (1930) og Ermelundsvej 106, Gentofte
- Restaurering af bl.a. Flynderupgård
- Projekt til Frihedsstøttens opstilling og banegårdsterrænets bebyggelse (1911)